# La Corteta
La Corteta (en francès La Courtète) és un municipi francès situat al departament de l'Aude i a la regió d'Occitània.